# NGC 495
NGC 495 (hay còn được gọi bằng những cái tên khác là PGC 5037, UGC 920, GC 278, MCG 5-4-35, 2MASS J01225595+3328171, H 3.156) là một thiên hà xoắn ốc trung gian nằm trong chòm sao Song Ngư. Khoảng cách của nó cách hệ mặt trời của chúng ta xấp xỉ khoảng 184 triệu năm ánh sáng. Vào ngày 12 tháng 9 năm 1784, nhà thiên văn học người Anh gốc Đức William Herschel phát hiện ra thiên hà này.

## Liệu sử quan sát
Thiên hà này được phát hiện cùng một lúc với hai thiên hà khác có tên là NGC 499 và NGC 496. Ban đầu, William Herchel mô tả sự phát hiện rằng "cụm ba thiên hà này tạo thành một hình tam giác" (tiếng Anh:"Three [NGC 499 along with NGC 495 and 496], eS and F, forming a triangle.").
Vào đêm tiếp theo, ông tiếp tục quan sát bộ 3 thiên hà này và thêm nhiều chi tiết hơn nữa:"Góc bên phải là NGC 499, phía trước nó là NGC 496 và về phía Bắc là NGC 496. Hai thiên hà NGC 495 và NGC 496 thì vô cùng mờ nhạt và khó có thể hình dung được, còn NGC 499 thì tuy to hơn, sáng hơn nhưng vẫn khó có thể thấy rõ.
Sau đó, NGC 495 được Heinrich d'Arrest và Herman Schultz quan sát rồi đưa ra vị trị chính xác của nó. Vị trí này được ghi lại trong danh sách thiên thể NGC.

## Mô tả
Người thành lập danh sách thiên thể NGC, John Dreyer đã mô tả nó là "rất mờ, nhỏ, mờ nhất trong bộ 3 thiên hà".

## Dữ liệu hiện tại
Theo như quan sát, đây là thiên hà thuộc chòm sao Song Ngư. Và dưới đây là một số dữ liệu khác:
Xích kinh 01h 22m 56.0s
Độ nghiêng +33° 28′ 18″
Redshift +0.013679 ± 0.000073
Vận tốc xuyên tâm (Tốc độ xuyên tâm) (4073 ± 22) km/s
Khoảng cách 184 triệu năm ánh sáng
Độ lớn biểu kiến(V) 13.0
Loại thiên hà SB0-a
Kích thước biểu kiến 1.2' × 0.8'